# Pelamuszi
Pelamuszi (gruz. ფელამუში) — gruzińska owsianka deserowa, powszechnie przyrządzana jesienią, składająca się z gęstej, twardej, schłodzonej galaretki sporządzonej z soku winogronowego i mąki. Pelamuszi podaje się zazwyczaj z obranymi orzechami lub gozinakami.